# Yis
Els yis són un grup ètnic, tal com es denominen a la Xina. També són coneguts amb el nom de nuosu i, en altres països, amb el nom de lolo. Es troba repartit, a més de la Xina, a Vietnam i Tailàndia. Amb una població total de 8 milions, són el setè grup en nombre entre les 55 ètnies de la Xina reconegudes oficialment pel govern xinès. Viuen principalment en àrees rurals de Sichuan, Yunnan, Guizhou, i Guangxi, normalment en regions muntanyoses, com la Prefectura Autònoma Yi de Liangshan, que n'és un clar exponent. Pel que fa a altres països, el 1999, hi havia 3.300 persones de l'ètnia lolo a les províncies del Hà Giang, Cao Bằng, i Lào Cai a la zona nord-oriental del Vietnam.
Els yis parlen diverses llengües yi, que pertanyen al grup de llengües sinotibetanes on hi ha també el birmà. La varietat estandarditzada és el nuosu, el qual s'escriu en l'escriptura yi.

## Ubicació

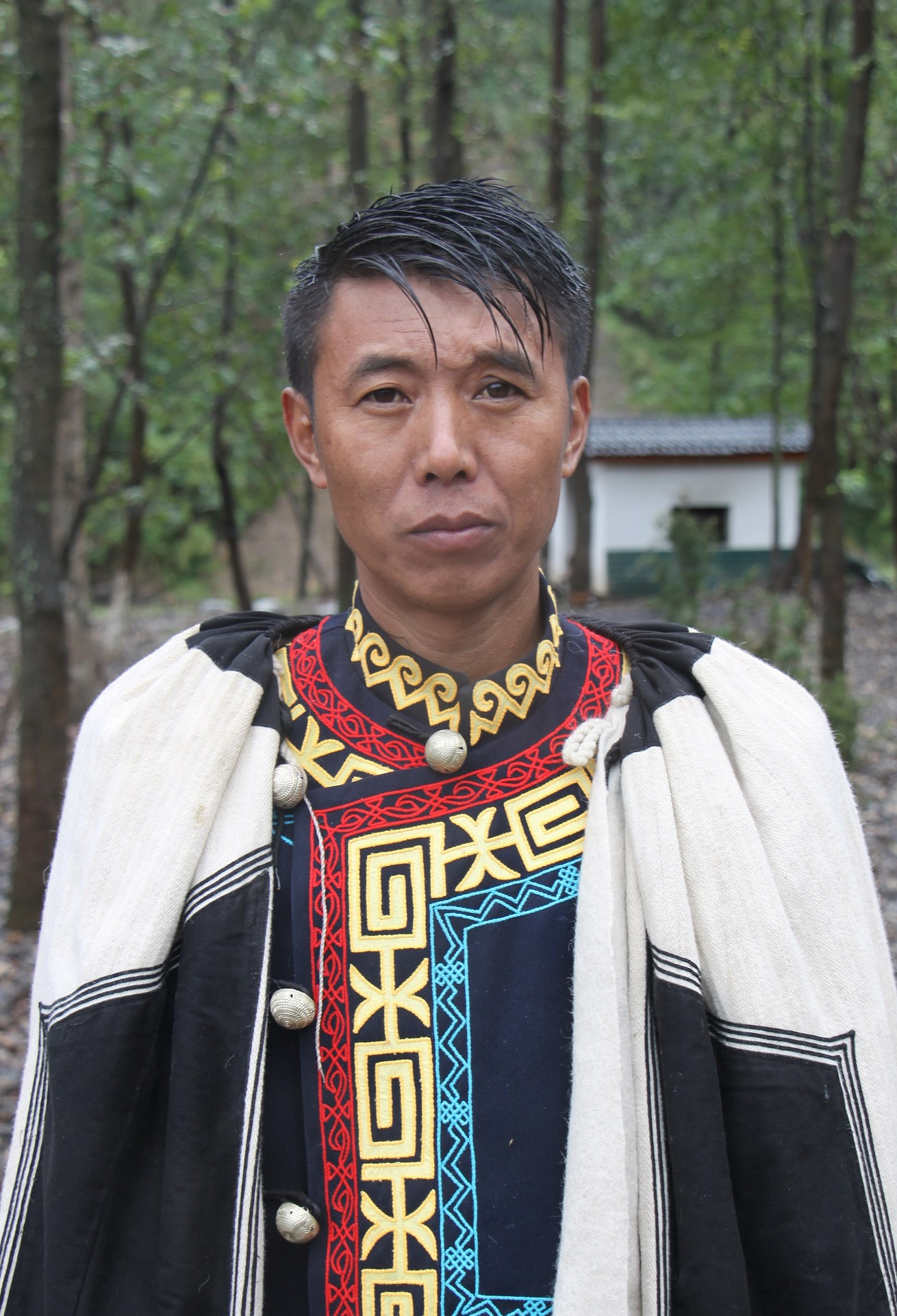
Home yi amb vestit tradicional

Dels 8 milions de persones de l'ètnia yi, uns 4,5 milions viuen a la província de Yunnan, 2,5 milions al sud de la província de Sichuan, i un milió a l'extrem nord-oest de la província de Guizhou. Gairebé tots els yis viuen en àrees muntanyoses, sovint en vessants realment pendents de muntanyes allunyades de qualsevol ciutat.

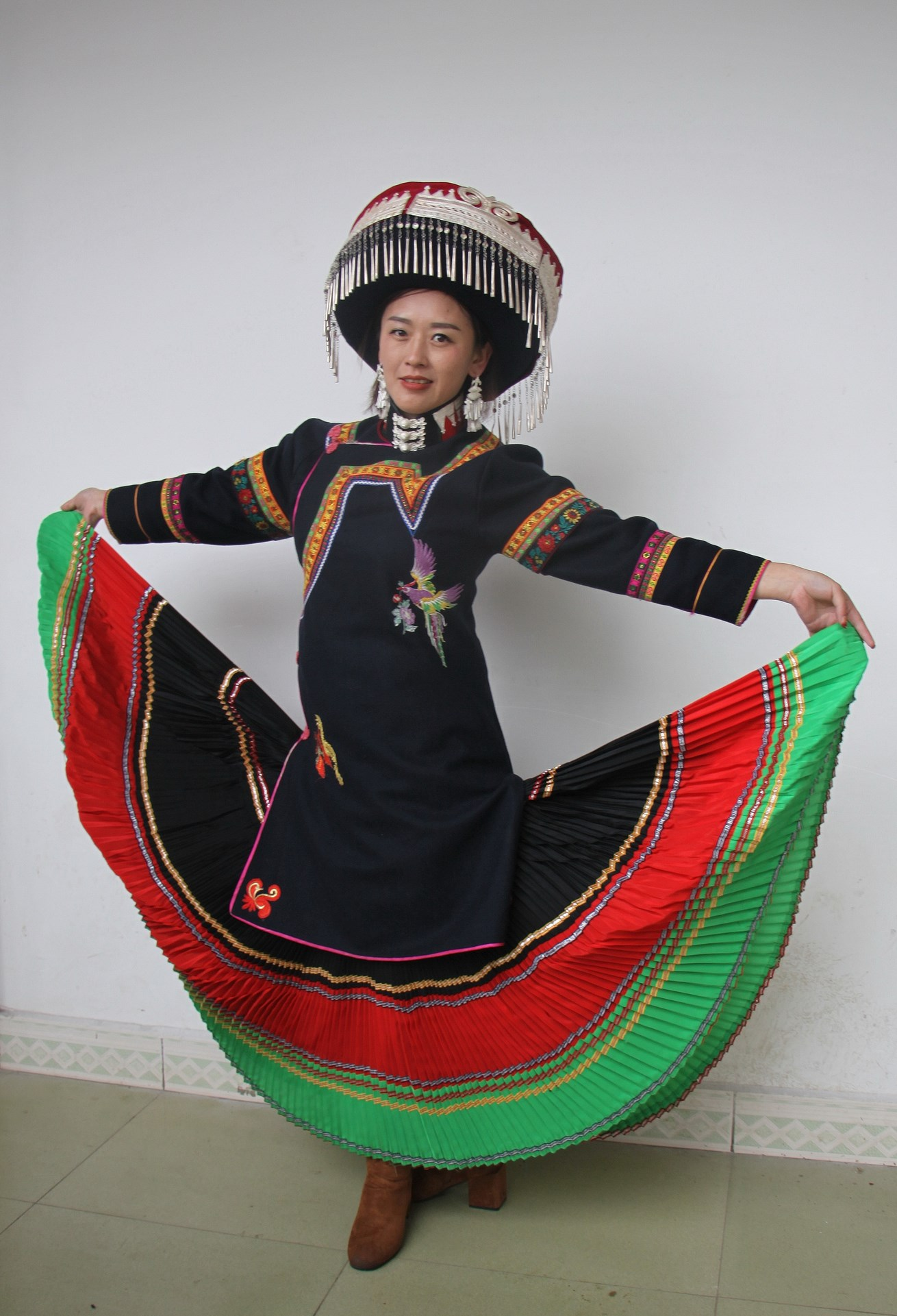
Dona yi amb vestit tradicional.

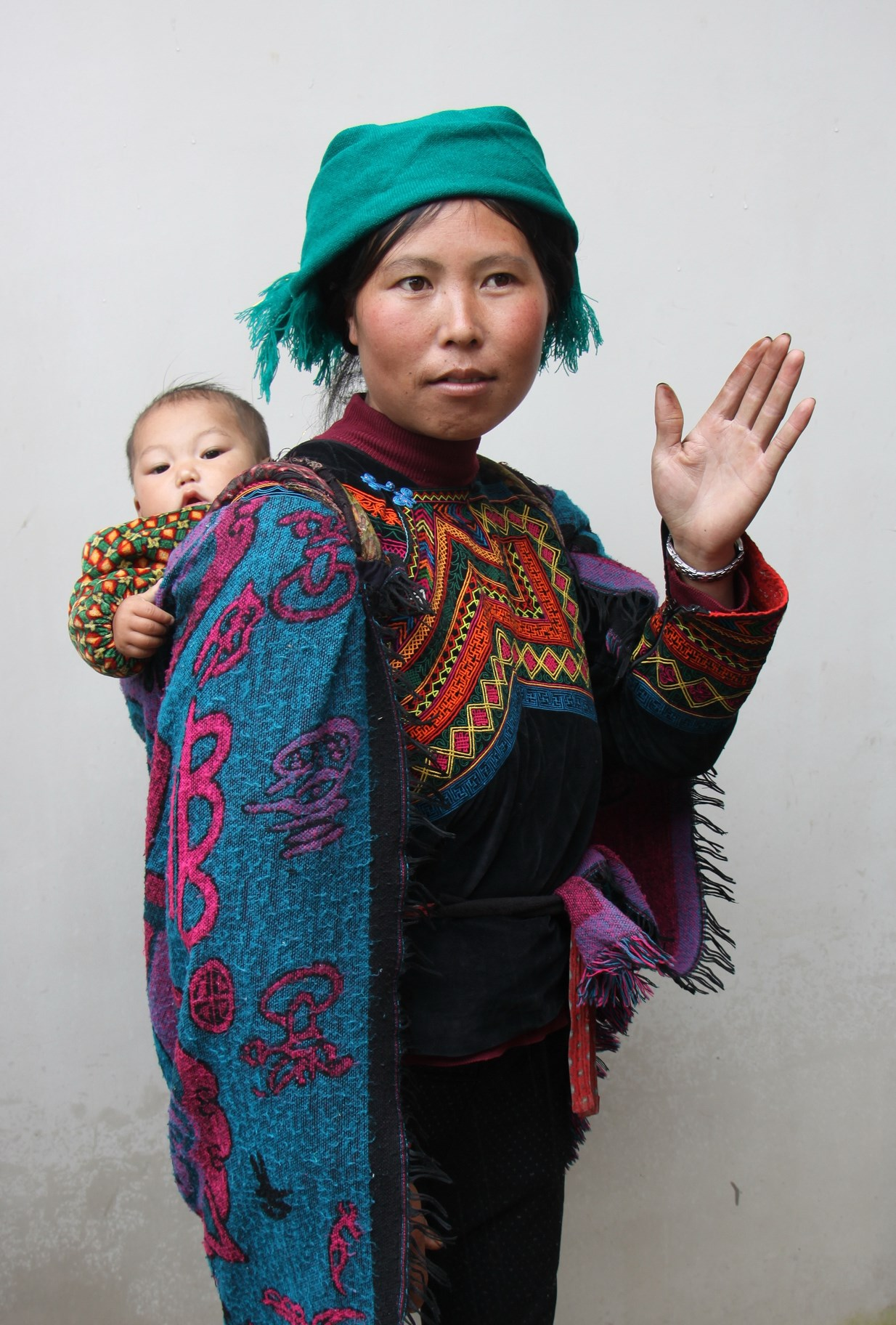
Dona yi amb vestit tradicional amb un nen.

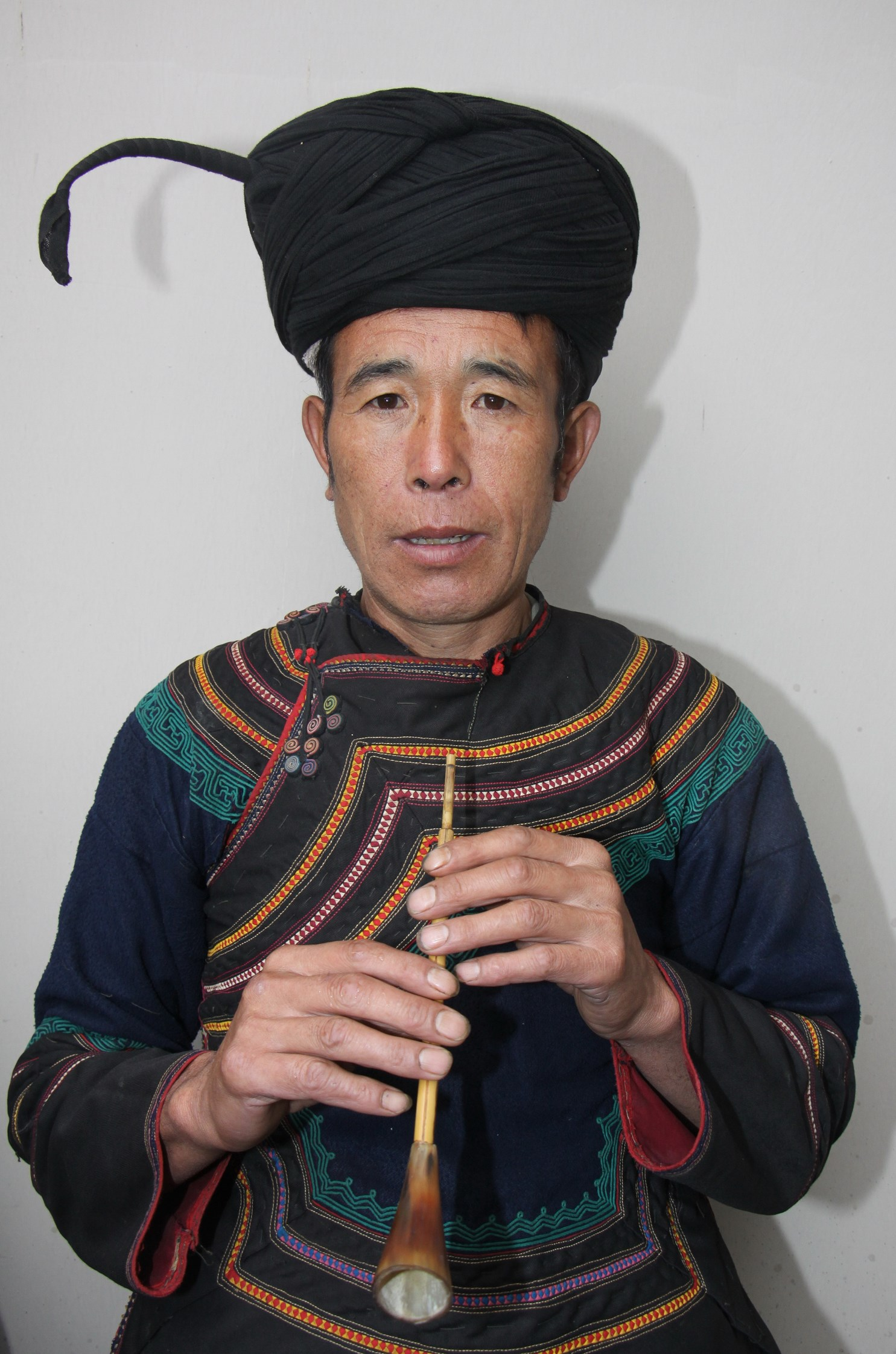
Home yi amb vestit tradicional

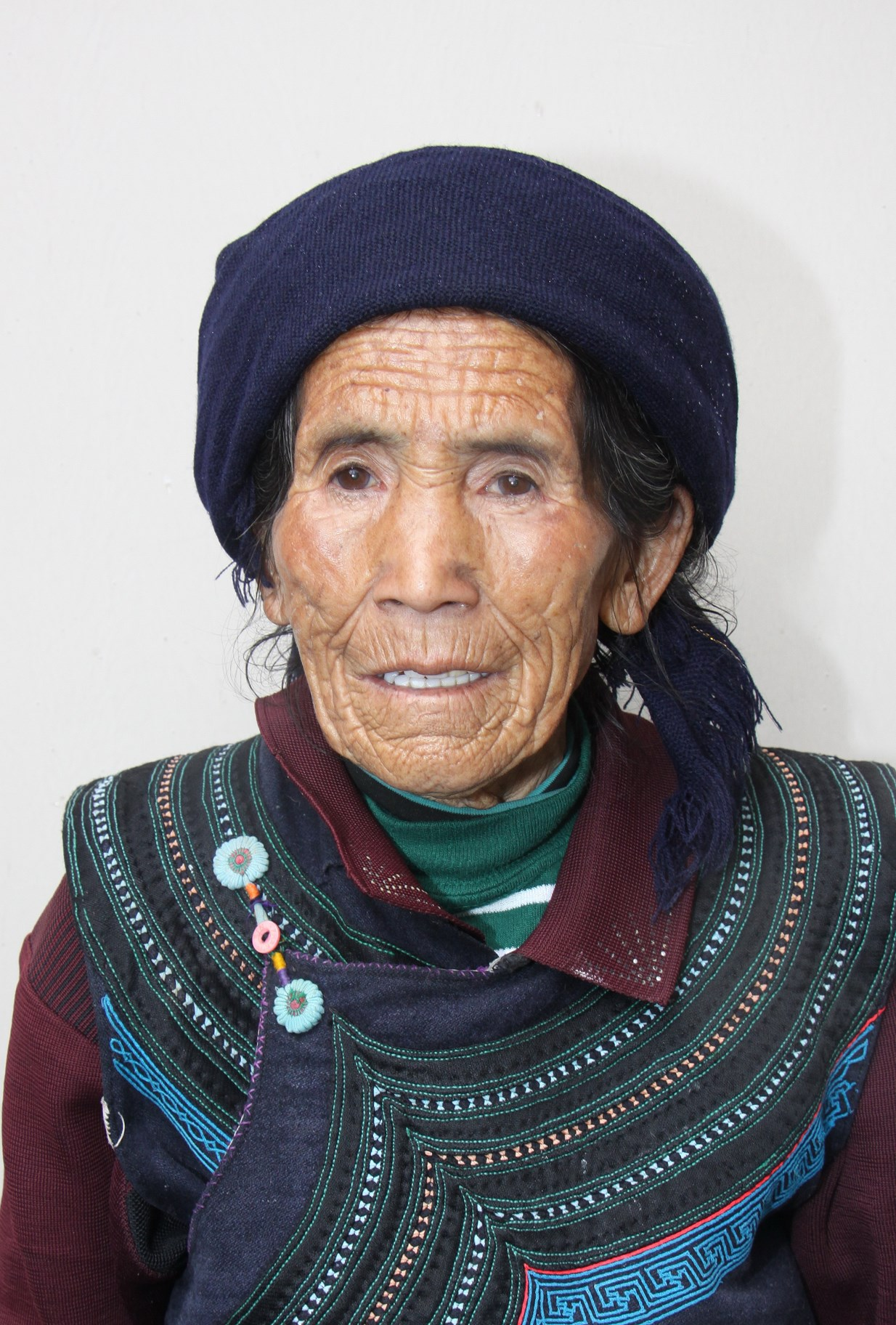
Dona yi amb vestit tradicional

Les diferències d'altitud de les àrees habitades pels yis n'afecten directament el clima i la precipitació. Aquestes diferències són la base de la vella dita que "El temps és diferent unes quantes milles més enllà" a la regió dels yis. Les poblacions yi en àrees diferents són molt diferents l'una d'una altra, i el seu estil de vida pot adquirir maneres completament diferents.

## Subgrups
Tot i que els diversos grups yi es refereixen a ells mateixos amb noms diferents (incloent nisu, sani, axi, lolo, acheh) i que en alguns casos parlen llengües mútuament inintel·ligibles, els xinesos els han agrupat en una sola ètnia, i les diverses denominacions locals es poden classificar en tres grups:
- Ni (ꆀ). Les denominacions de nuosu, nasu, nesu, nisu, i altres noms similars es consideren derivades de l'autònim “ꆀ” (nip) amb el sufix -su, que indica "persones". El nom "Sani" és també una varietat d'aquest grup. A més, hi ha un consens força ampli per considerar que els noms xinesos 夷 i 彝 (ambdós pinyin: Yí) deriven de Ni.
- Lolo. La denominació de lolo, lolopu, etc. es relaciona amb l'adoració del tigre dels yi, per tal com “lo” en els seus dialectes significa "tigre". "Lo" és també la base de l'exònim xinès Luóluó 猓猓, 倮倮, o 罗罗. El caràcter original 猓, amb el "radical de gos" 犭i un guǒ 果 fonètic, era un caràcter o signe pejoratiu, comparable al nom xinès guǒran  猓然 "mico de cua llarga". La reforma lingüística de la República Popular Xina va reemplaçar el caràcter 猓 en Luóluó dues vegades. La primera per Luó 倮, amb el "radical humà" 亻i el mateix valor fonètic, però que era una variant gràfica per luǒ 裸 "despullat"; i més tard per Luó 罗 "xarxa per agafar ocells". Segons Paul K. Benedict, un destacat lingüista xinès, ha remarcat que el nom 'lolo' és ofensiu només quan s'escriu amb el radical "gos".[3]
- Altres. Aquest grup inclou diverses altres denominacions de grups diferents de Yi. Alguns d'aquests poden ser d'altres grups ètnics però que els han identifiquen com a yi. Els "Pu" es pot referir a un grup antic ètnic Pu (濮). En les llegendes dels yis del nord, els yis van conquerir el territori i els habitants Pu a la part nord-est del modern Liangshan.

Els grups enumerats a continuació estan ordenats per la seva classificació lingüística general i l'àrea geogràfica general on viuen. Dins de cada secció, els grups més grans s'enumeren primer.
| Classificació   | Població total aproximada | Grups |
| --------------- | ------------------------- | --- |
| Meridional      | 1.082.120                 | Nisu, Nasu meridional, Muji, A Che, Gaisu meridional, Pula, Boka, Lesu, Chesu, Laowu, Alu, Azong, Xiuba |
| Sud-est         | 729.760                   | Poluo, Sani, Axi, Azhe, Lolo del sud-est, Jiasou, Puwa, Aluo, Awu, Digao, Meng, Xiqi, Ati, Daizhan, Asahei, Laba, Zuoke, Ani, Minglang, Long |
| Central         | 565.080                   | Lolopo, Dayao Lipo, Niesu central, Enipu, Lopi, Popei |
| Oriental        | 1.456.270                 | Nasu oriental, Panxian Nasu, Wusa Nasu, Shuixi Nosu, Wuding Lipo, Mangbu Nosu, Gepo oriental, Naisu, Wumeng, Naluo, Samei, Sanie, Luowu, Guopu, Gese, Xiaohei Neisu, Dahei Neisu, Depo, Laka, Lagou, Aling, Tushu, Gouzou, Wopu, Samadu oriental |
| Occidental      | 1.162.040                 | Mishaba Laluo, Lolo occidental, Xiangtang, Xinping Lalu, Yangliu Lalu, Tusu, Gaiji, Jiantou Laluo, Xijima, Limi, Mili, Lawu, Qiangyi, Samadu occidental, Gepo occidental, Xuzhang Lalu, Eka, Gaisu occidental, Suan, Pengzi                      |
| Septentrional   | 2.534.120                 | Shengba Nosu, Yinuo Nosu, Xiaoliangshan Nosu, Butuo Nosu, Suodi, Tianba Nosu, Bai Yi, Naruo, Naru, Talu, Mixisu, Liwu, Del nord Awu, Tagu, Liude, Naza, Ta'er                                                                                    |
| No classificats | 55.490                    | Michi (Miqie), Jinghong Nasu, Apu, Muzi, Tanglang, Micha, Ayizi, Guaigun |

## Història

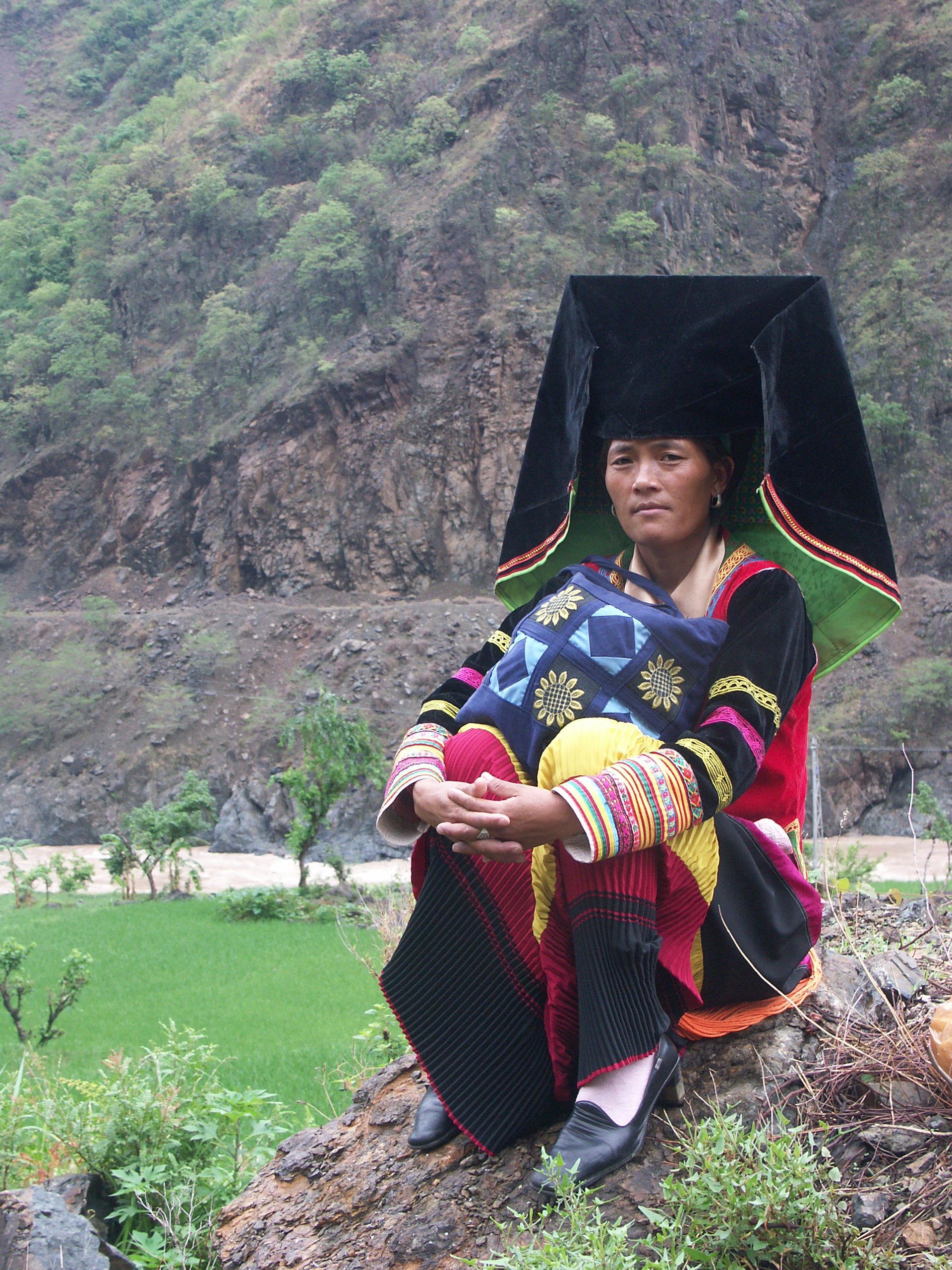
Dona yi amb vestit tradicional

Alguns estudiosos creuen que els yis són descendents dels antics Qiang de l'actual Xina occidental, i que també poden ser els avantpassats dels Tibetans, els Naxi i Qiang. Van emigrar del sud-est del Tibet a través de Sichuan i la província de Yunnan, on avui hi ha les seves poblacions més grans.
Practiquen una forma d'animisme, dirigit per un xaman conegut com el Bimaw. Es conserven encara uns quants textos religiosos antics escrits en la seva escriptura pictogràfica única. La seva religió també conté molts elements de taoisme i budisme.
Molts dels yis de Liangshan i del nord-oest de Yunnan practicaven una forma complicada d'esclavitud. Les persones es dividien en nuohuo o yi negres (nobles), qunuo o yi blancs (plebeus), i esclaus. els yis blancs eren lliures i podien posseir propietats i esclaus però d'alguna manera lligada estaven lligats a un senyor. Altres grups ètnics van ser agafats com a esclaus.

### Llegenda
La majoria dels yis creu que tenen un avantpassat comú, ꀉꁌꅋꃅ o ꀉꁌꐧꃅ (Axpu Ddutmu o Axpu Jjutmu). Es diu que Apu Dumu tenia tres esposes i va tenir sis fills: dos amb cada una de les mullers. Segons la llegenda, els dos fills, més grans al capdavant de les seves tribus, van conquerir altres aborígens de Yunnan i van començar a residir a la major part dels territoris de Yunnan. Els dos fills més joves van dirigir les seves tribus cap a l'est i van ser derrotats pels Han, abans que s'establissin finalment a l'est de Guizhou i escrivissin gran quantitat de documents en escriptura yi. Els altres dos fills van dirigir les seves tribus a través del riu Jinsha i es van establir a Liangshan. Aquest grup va tenir contacte a través de matrimonis mixtos amb l'ètnia local ꁍ (Pup).

### Història coneguda
La majoria dels yis viu a Liangshan, Chuxiong, i Honghe. Al jaciment arqueològic de Lizhou (礼州遗址) prop de Xichang de Liangshan, que té 3.000 anys d'antiguitat, s'hi han descobert molts artefactes del Neolític. Tot i que no hi ha cap evidència que aquestes cultures antigues de l'edat de pedra tinguin una connexió directa amb els yis moderns, els seus descendents, una cultura del bronze local, pot haver tingut influència en els yis, per tal com els avantpassats yis van tenir contacte freqüent i matrimonis mixtos amb tribus locals, com Dian (滇), Qiong (邛) i Zuo (笮), durant la seva migració cap al sud des de l'extrem nord-est de l'altiplà del Tibet. Avui, els Yis encara anomenen la ciutat de Xichang com a ꀒꎂ (Op Rro). Malgrat l'afix “or-”, alguns estudiosos creuen que l'arrel “dro” es relaciona amb la tribu Qiong (邛), ja que la pronunciació és bastant propera a la pronunciació antiga del caràcter xinès "邛."

## Llengua
El govern xinès reconeix sis llengües yi inintel·ligibles mútuament:
- Yi septentrional (Nuosu 诺苏)
- Yi occidental (Lalo 腊罗)
- Yi central (Lolopo 倮倮泼)
- Yi meridional (Nisu 尼苏)
- Yi del sud-est (Sani 撒尼)
- Yi oriental (Nasu 纳苏).

El yi septentrional és el que té més parlants, amb dos milions, i és la base de la llengua literària. Hi ha també llengües del Vietnam de la família del yi que utilitzen l'escriptura yi, com el mantsi.
Molts yis de Yunnan, Guizhou i Guangxi saben també xinès estàndard i són bilingües, alternant yi i xinès.

## Escriptura
L'escriptura yi clàssica era logosil·làbica com el xinès, i data a com a mínim del segle XIII. Hi havia uns 10.000 caràcters, molts del qual eren regionals, ja que l'escriptura no havia estat mai estandarditzada entre els yis. Es conserven textos d'història, literatura, medicina i genealogies de famílies governants, escrits en escriptura yi clàssica. També es troben tauletes de pedra i esteles escrites en l'antiga escriptura.
Sota el govern comunista, l'escriptura es va estandarditzar com a sil·labari. L'escriptura yi moderna és àmpliament utilitzada en llibres, diaris i senyalització a les vies públiques.

## Cultura
Els yis toquen diversos instruments musicals tradicionals, que inclouen grans instruments de corda pinçada i instruments de corda fregada (amb arc), així com instruments de vent anomenats bawu (巴乌) i mabu (马布). els yis també toquen el hulu sheng, tanmateix a diferència d'altres ètnies minoritàries de Yunnan, els yis no toquen el hulu sheng per al festeig o cançons d'amor (aiqing). El kouxian, un petit instrument de quatre pues semblant a l'arpa hebrea, és habitual generalment a Liangshan. Les cançons que es toquen amb el kouxian són sovint improvisades i se suposa que reflecteixen l'estat d'ànim de l'instrumentista o l'entorn circumdant. Les cançons amb kouxian també es poden tocar en forma d'aiqing. El ball yi és potser la forma més reconeguda generalment d'actuació musical, ja que sovint es toca en celebracions públiques i/o esdeveniments festius.
Els yis donen als fills un nom patronímic, basat en l'última o les dues últimes síl·labes del nom del pare.

## Religió

### Bimoisme
El bimoisme és la religió pròpia de l'ètnia yi. Els xamans-sacerdots d'aquesta fe són anomenats bimo o bimaw, que significa "mestre d'escriptures". Els bimo oficien en naixements, funerals, casaments i festivitats. Sovint poden ser vistos al carrer consultant escriptures antigues. Els yis adoren avantpassats deïficats de forma semblant als practicants de la religió tradicional xinesa, a més de déus de naturalesa local: foc, turons, arbres, roques, aigua, terra, cel, vent i boscos.
Les pràctiques rituals tenen una funció important en vida quotidiana a través de guariments, exorcismes, demanda de pluja, maledicció dels enemics, benedicció, endevinació i l'anàlisi de la relació d'un mateix amb els déus. Creuen que els dracs protegeixen els pobles contra els mals esperits i les malalties ocasionades pels dimonis. Tanmateix, el drac yi no és com el drac de la cultura occidental ni tampoc és similar al de la cultura Han. Quan mor algú sacrifiquen un porc o una ovella al portal de la casa per mantenir la relació amb l'esperit del difunt. Els yis creuen que els mals esperits ocasionen les malalties, les males collites i altres desgràcies, i que habiten en totes les coses materials. Els yis també creuen en ànimes múltiples. En morir, una ànima resta per vetllar la tomba mentre l'altra es reencarna en alguna forma de vida.
La forma de Bimoisme dels nosus (la religió del subgrup Nosu o Nuosu dels yis) distingeix dues classes de xaman: el bimo i el suni, sacerdoci hereditari en el primer cas i ordenat el segon. Un pot esdevenir bimo per descendència patrilineal després d'un temps d'aprenentatge, o formalment reconeixent un bimo expert com a mestre, mentre que un suni ha de ser elegit. El bimo és el més venerat, fins al punt que la religió nous és coneguda també com a "religió bimo". Els bimos saben llegir les escriptures yi, mentre que els sunis no. Tots dos poden oficiar rituals, però només els bimos poden presidir els rituals relacionats amb la mort. Per la majoria de casos, els sunis només participen en exorcismes per curar malalties. Generalment, el suni és d'origen humil mentre que el bimo pot ser tant de família aristocràtica com humils.
En dècades recents el bimoisme ha experimentat un ressorgiment, amb la construcció de grans temples construïts a principis de la dècada dels 2010.

### Altres religions
Al Yunnan, alguns yis han adoptat el budisme arran del contacte amb altres grups ètnics predominantment budistes del Yunnan, com els tais i els tibetans. El déu més important del budisme yi és Mahākāla, una deïtat del Vajrayana i del Budisme tibetà. En el segle XX alguns yis de la xina es van convertir al cristianisme. Segons l'Organització Missionera Internacional, no es coneix el nombre exacte de yis cristians, però el 1991 es va informar que hi havia uns 1.500.000 yi cristians a la província de Yunnan, especialment al xian de Luquan, on hi ha més de 20 esglésies.

## Galeria

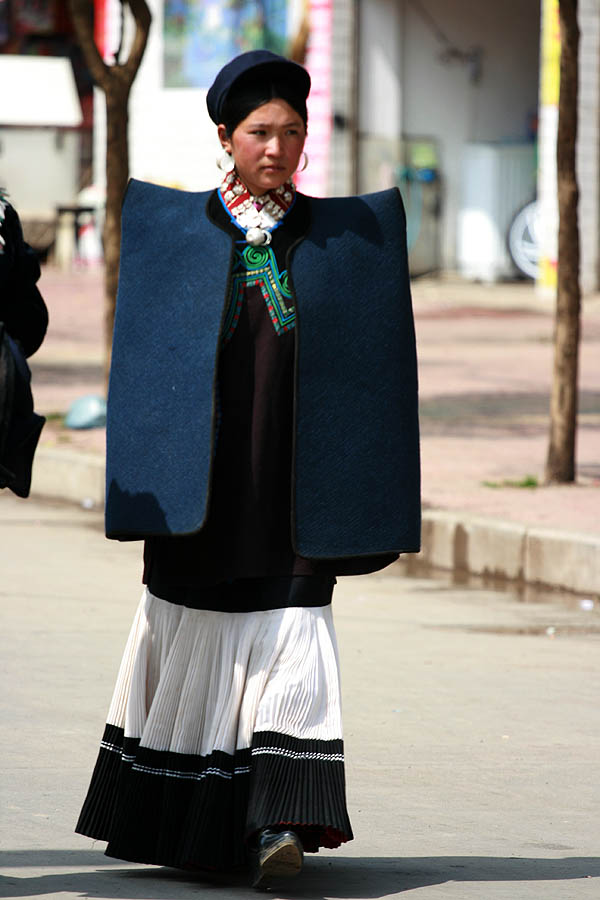
Dona yi del xian de Butuo, a la província de Sichuan
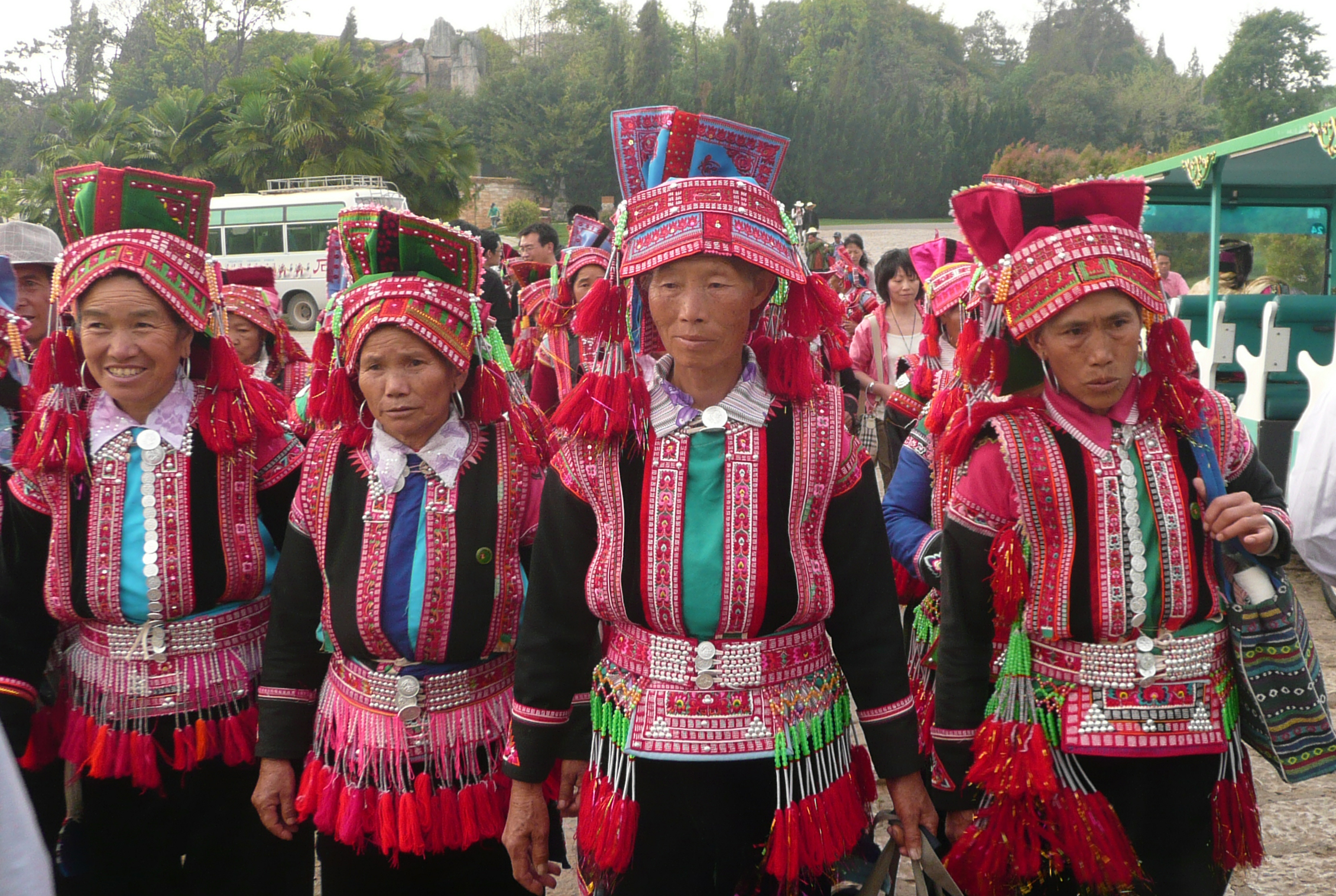
Dona yi del xian de Shiping, a la provínica de Yunnan
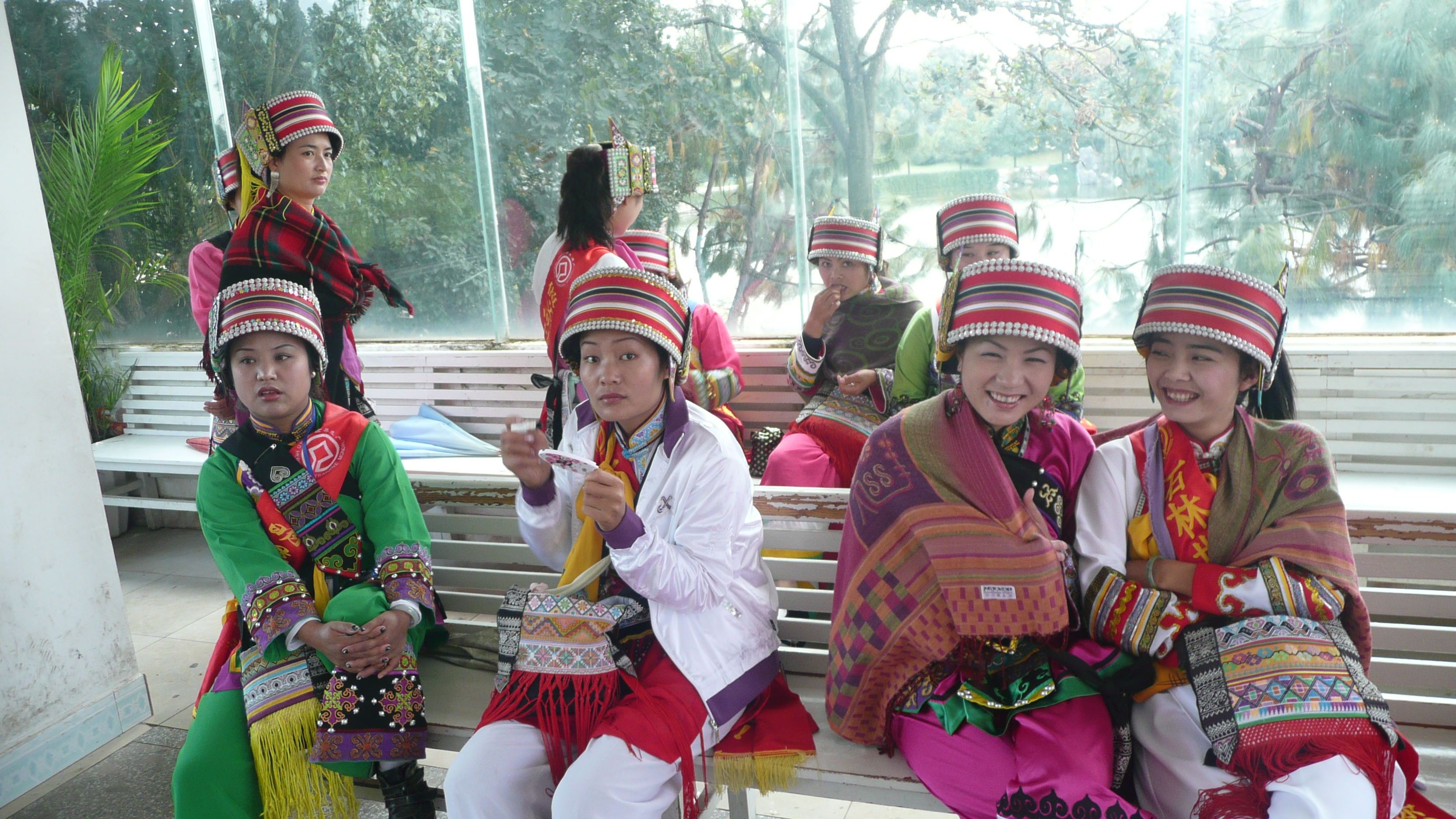
Dona yi del xian de Shilin, a la província de Yunnan.
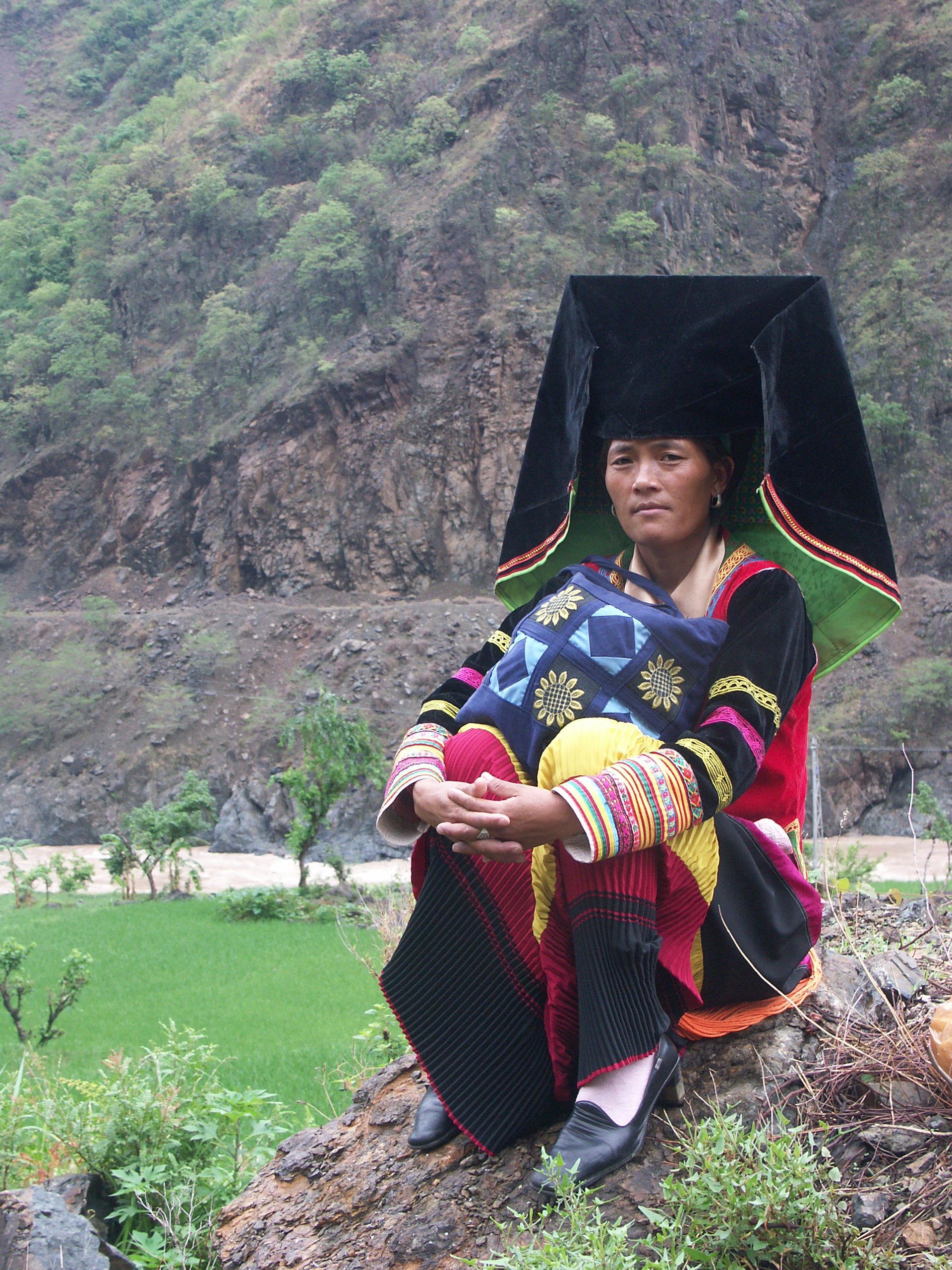
Dona yi del xian de Ninglang, a la província de Yunnan
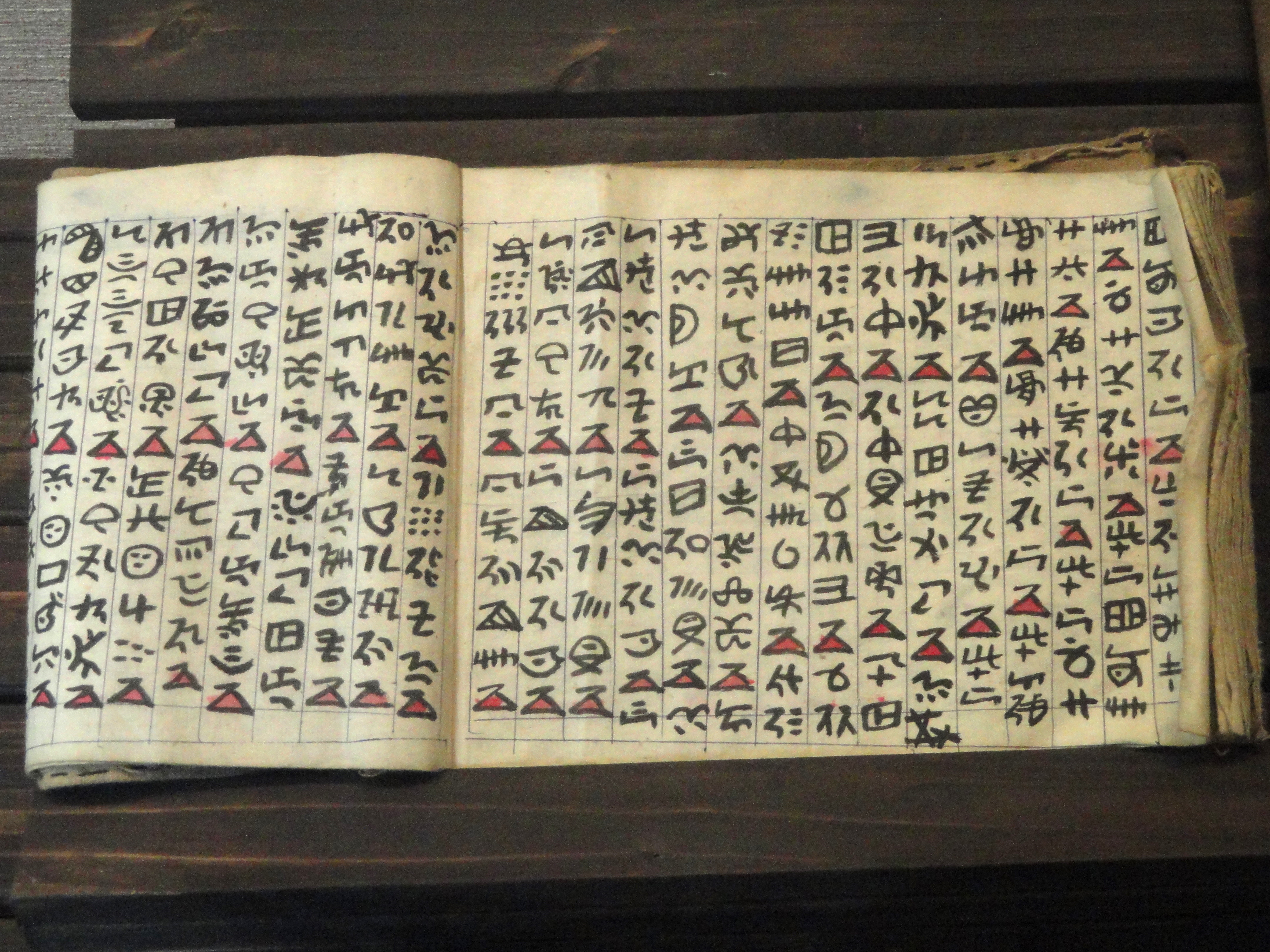
Document religiós en escriptura yi
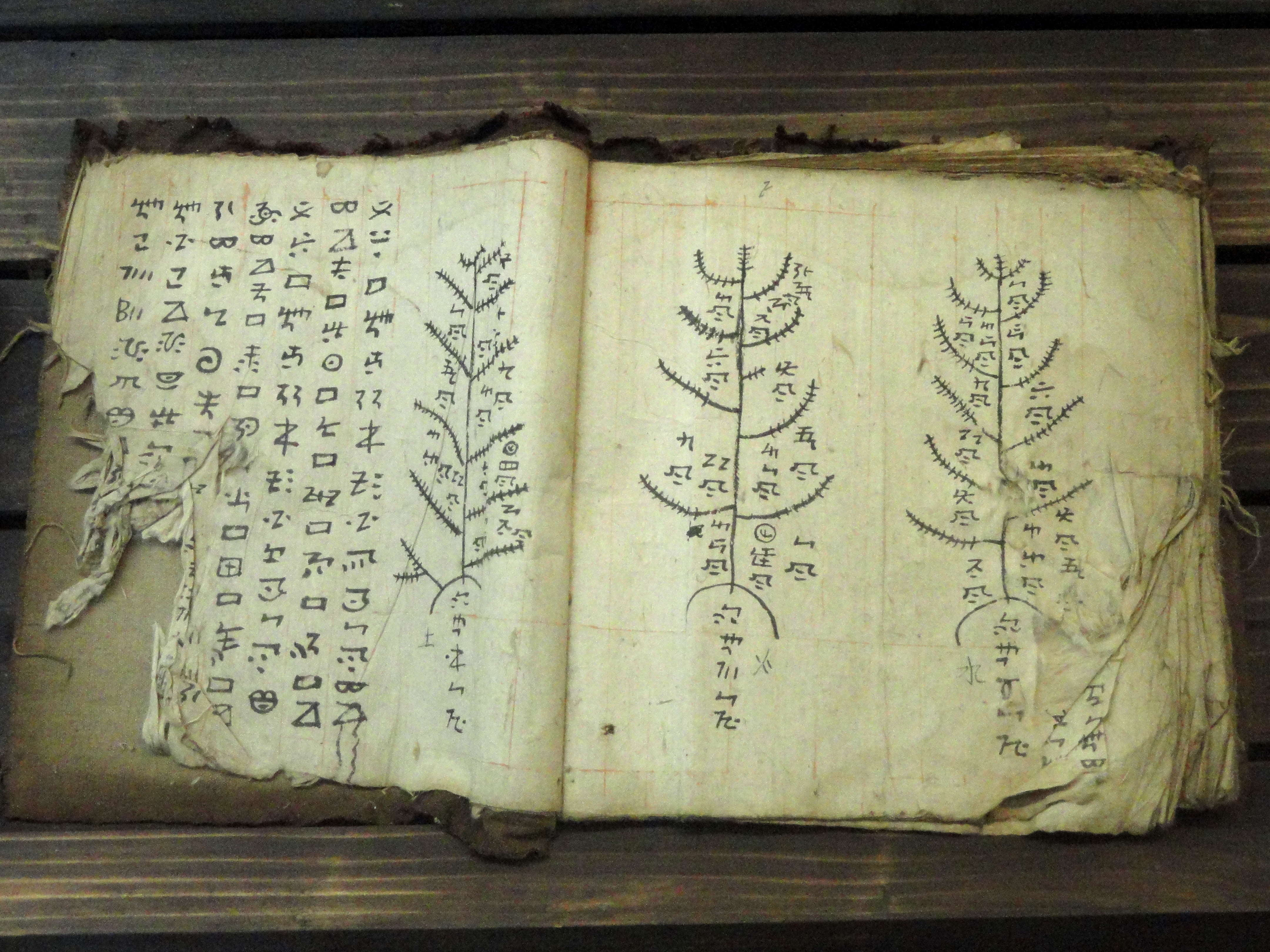
Arbre generalògic escrit en escriptura yi
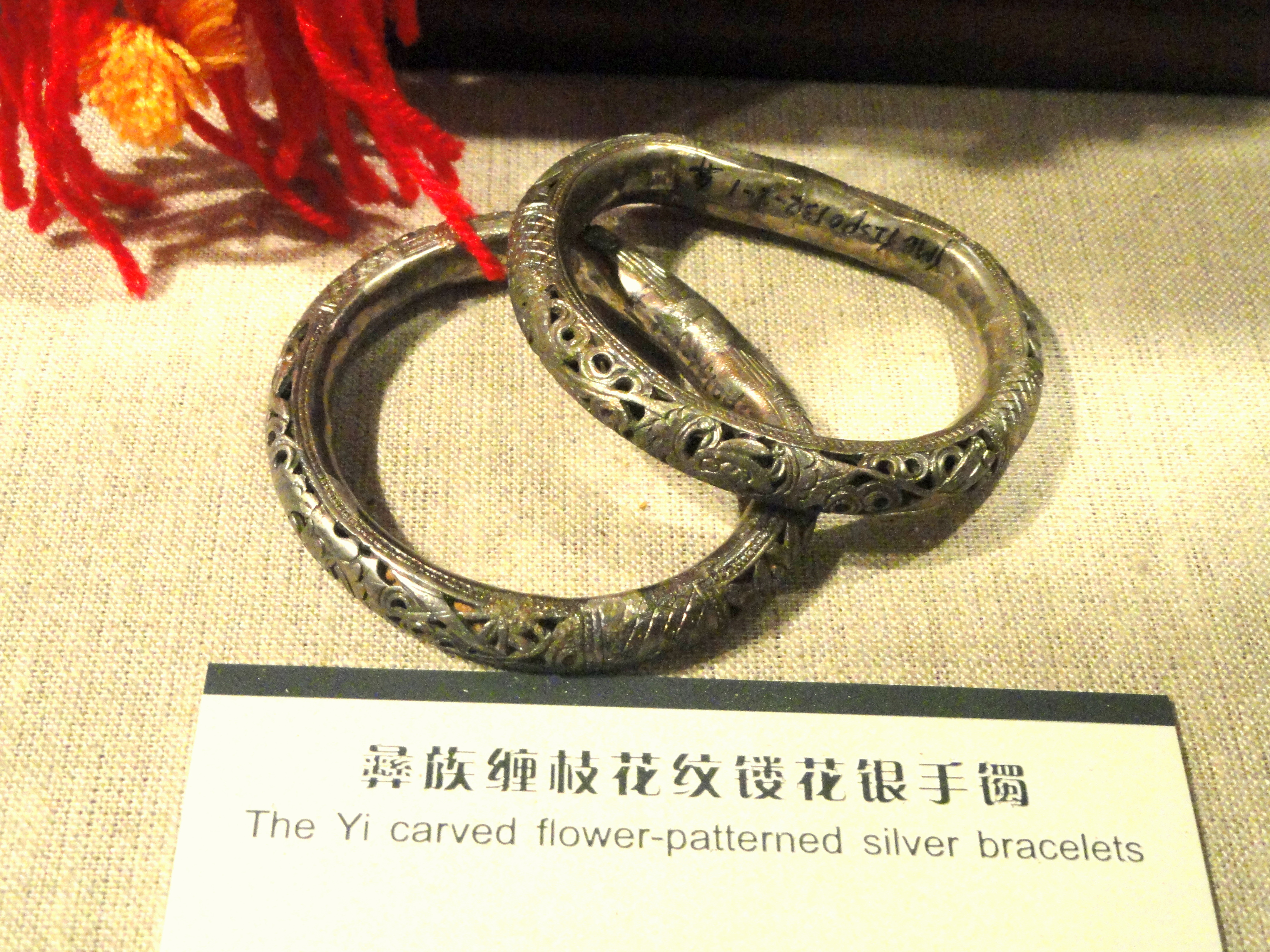
Braçalet yi del Yunnan central
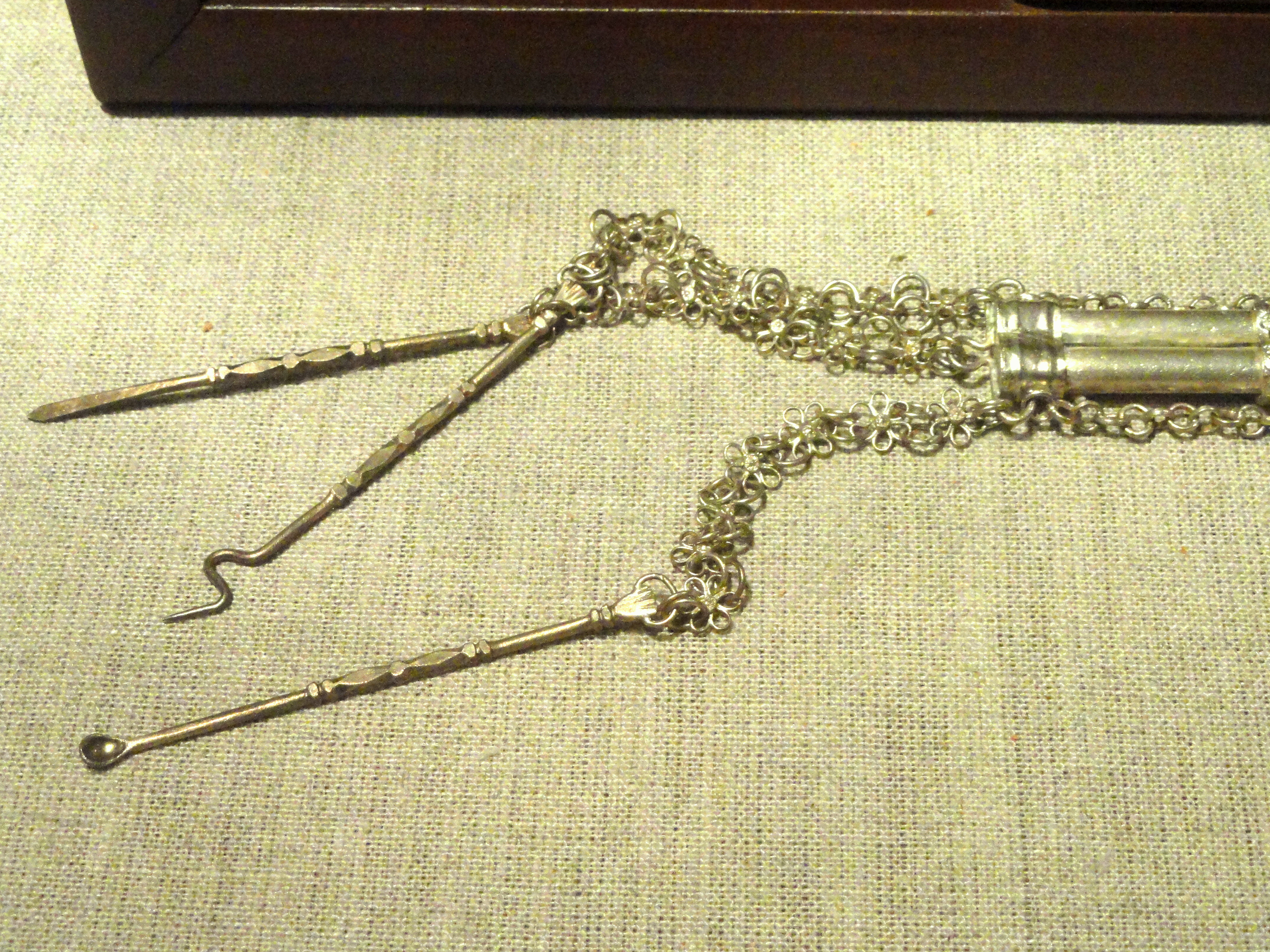
Ornaments femenins del Yunnan central
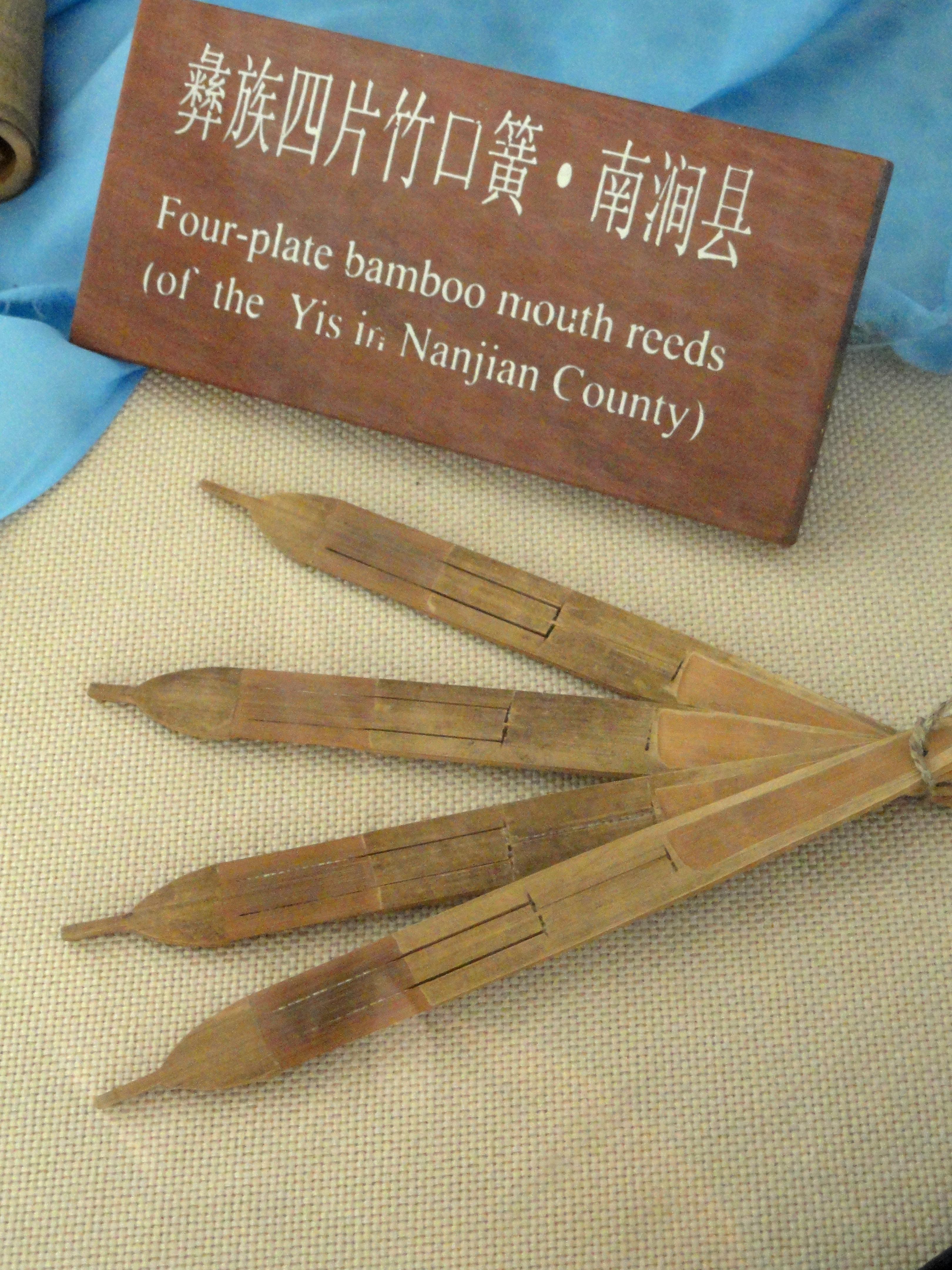
Instrument musical fet de bambú
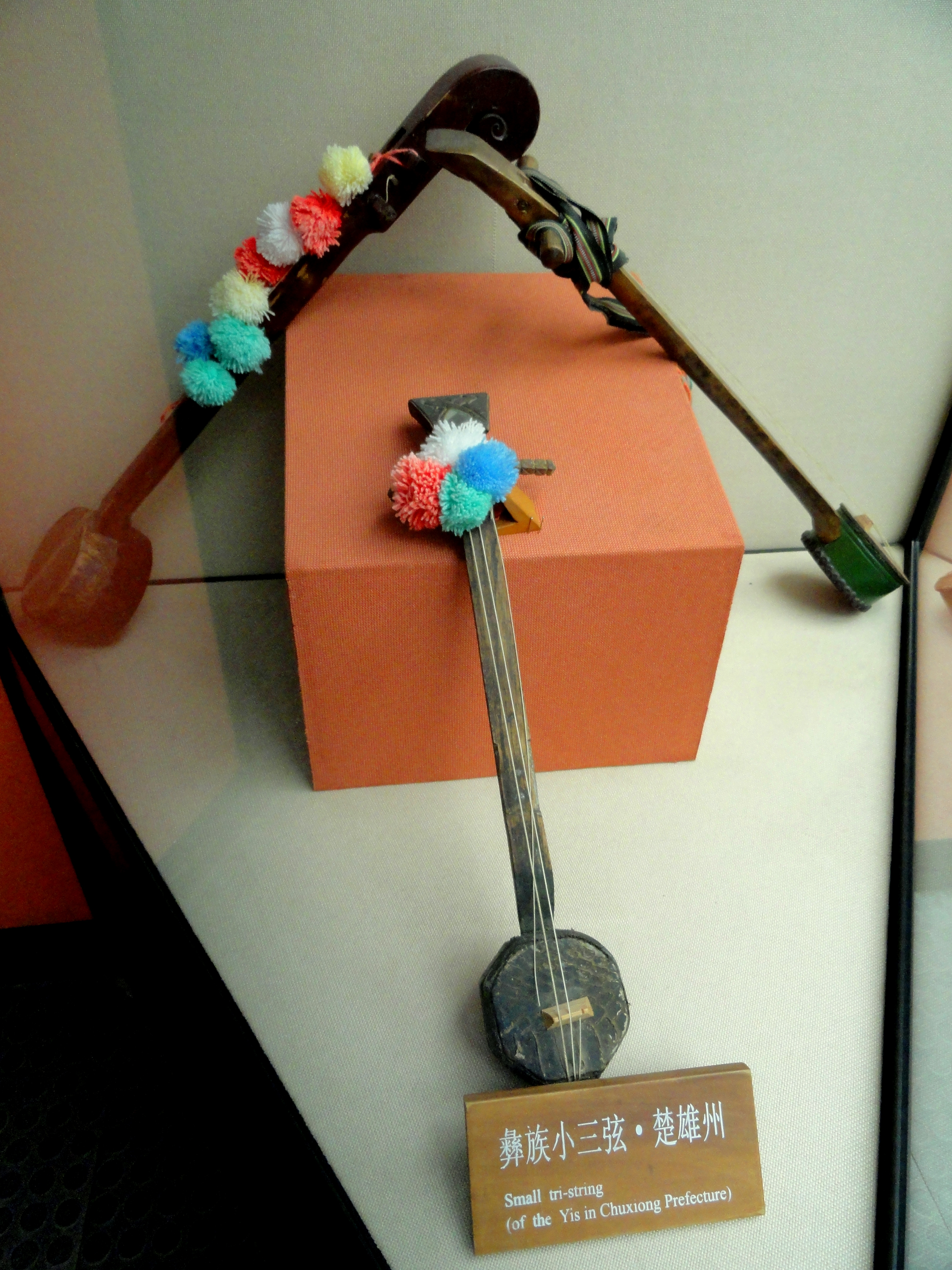
Instrument musical de tres cordes
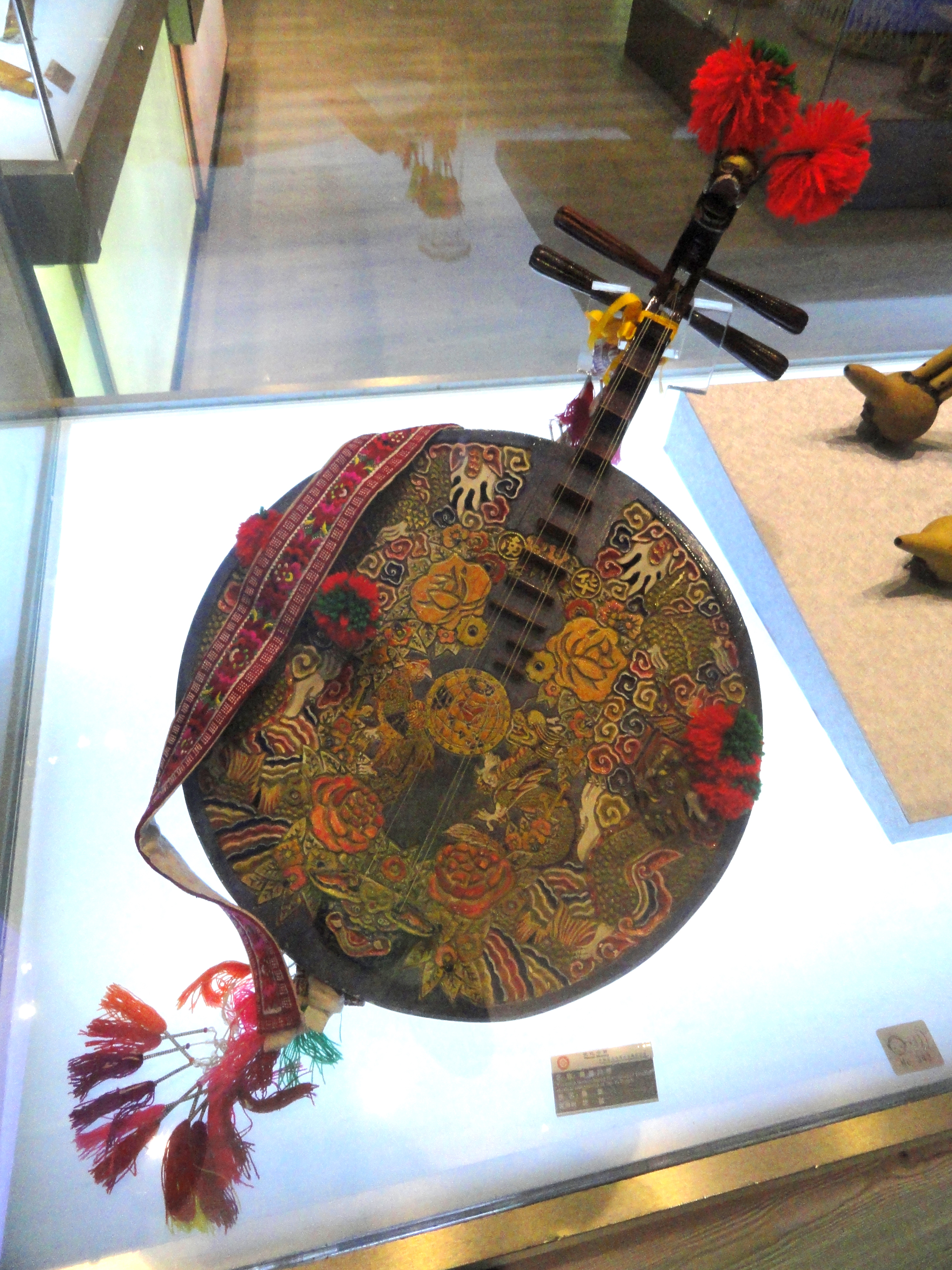
Fambe, un instrument musical
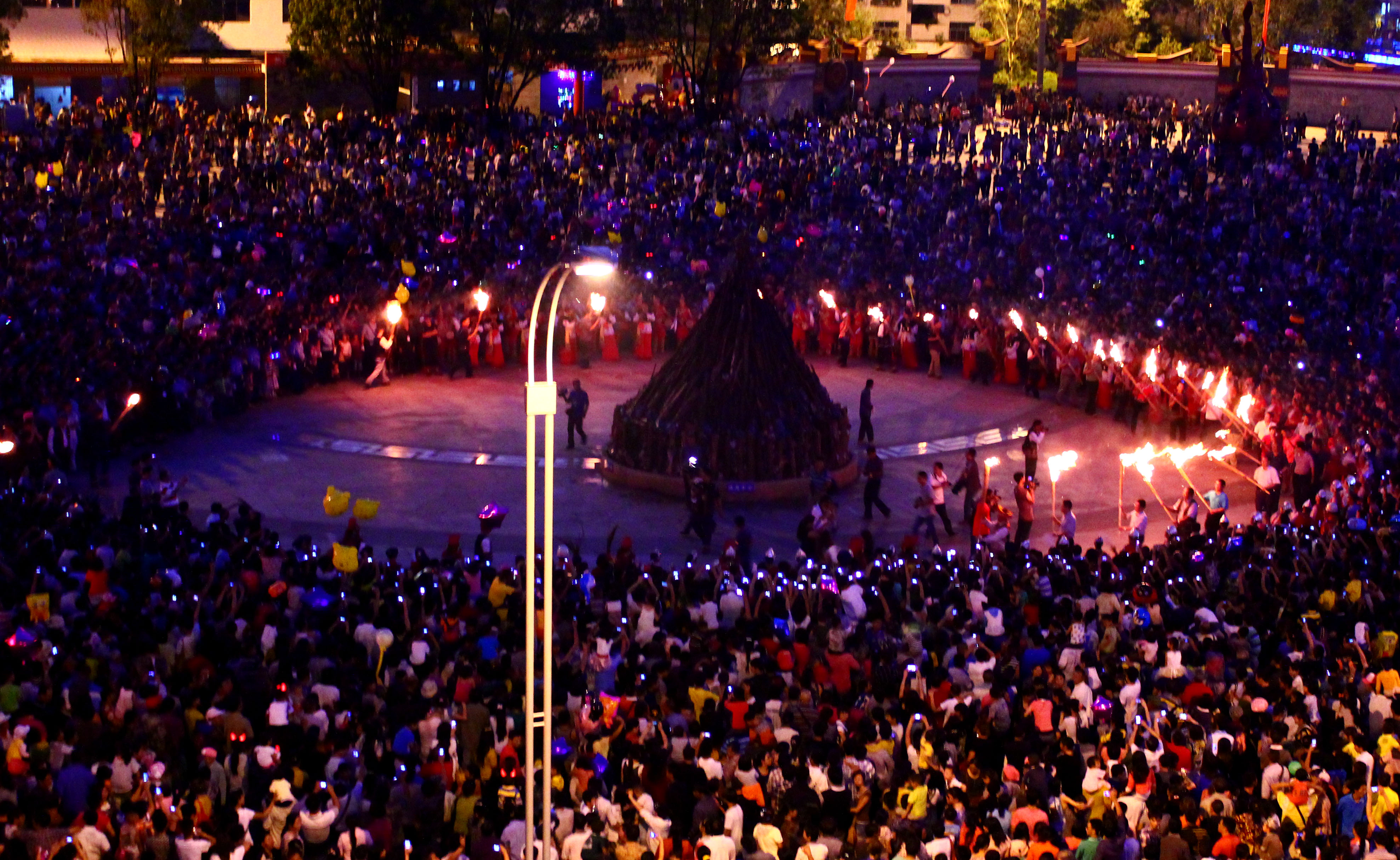
El Festival del Foc al xian d'Eshan